# Boommens (tekening)
Boommens is een tekening van de Zuid-Nederlandse schilder Jheronimus Bosch in het Albertina in Wenen.

## Voorstelling
Het stelt een enorme, mensachtige figuur voor, die met zijn boomvormige ‘benen’ op twee bootjes ronddobbert op een meer in een weids landschap met daarin een hert, een ooievaar, een uil en andere vogels. De reusachtige man draagt een kruik op zijn hoofd en door een gat in zijn romp is een ogenschijnlijk feestvierend gezelschap rondom een ronde tafel te zien. Uit dit gat steekt een vlag met een halve maan erop. Over de precieze betekenis van de voorstelling tast men in het duister. Eenzelfde soort hybride figuur komt ook voor op de rechtervleugel van de Tuin der lusten en diverse schilderijen en tekeningen van de vele navolgers van Bosch. De gebarsten, eivormige romp met het feestvierende gezelschap doet enigszins denken aan de Zangers en musici in een ei in het Museum voor Schone Kunsten in Rijsel.
De dorre takken, die uit de ‘benen’ van de man groeien, hebben waarschijnlijk een negatieve betekenis. Zo vergelijkt de franciscaner prediker Johannes Brugman zichzelf in de volgende passage uit zijn Verspreide sermoenen (Verspreide preken) met een dor twijgje.

Susteren, want ghi begheren noch eens die benedictie te ontfanghen nae groetheit ende diepheit uwes gheloven ende uwer begheerten, soe moet ghi ghebenedijt werden niet van mi, Janneken Brugmans, een arm dorre twijchken, die verdroghet bin vander fonteinen der gracien. Ic en ghebenedie u niet, mer die moghentheit des Vaders, die u ghegheven hevet drie crachten der sielen: als memorie, reden ende wille.

(Zusters, omdat u begeert nog eenmaal de zegen te ontvangen na grootheid en diepheid van uw geloof en uw begeerten, zo zult u niet gezegend worden door mij, Jantje Brugman, een arm dor twijgje, dat de Fontein van Genade droog heeft bevonden. Ik zegen u niet, maar de macht van de Vader, die u drie vermogens van de ziel gegeven heeft: namelijk gedachtenis, rede en wil)
— Johannes Brugman

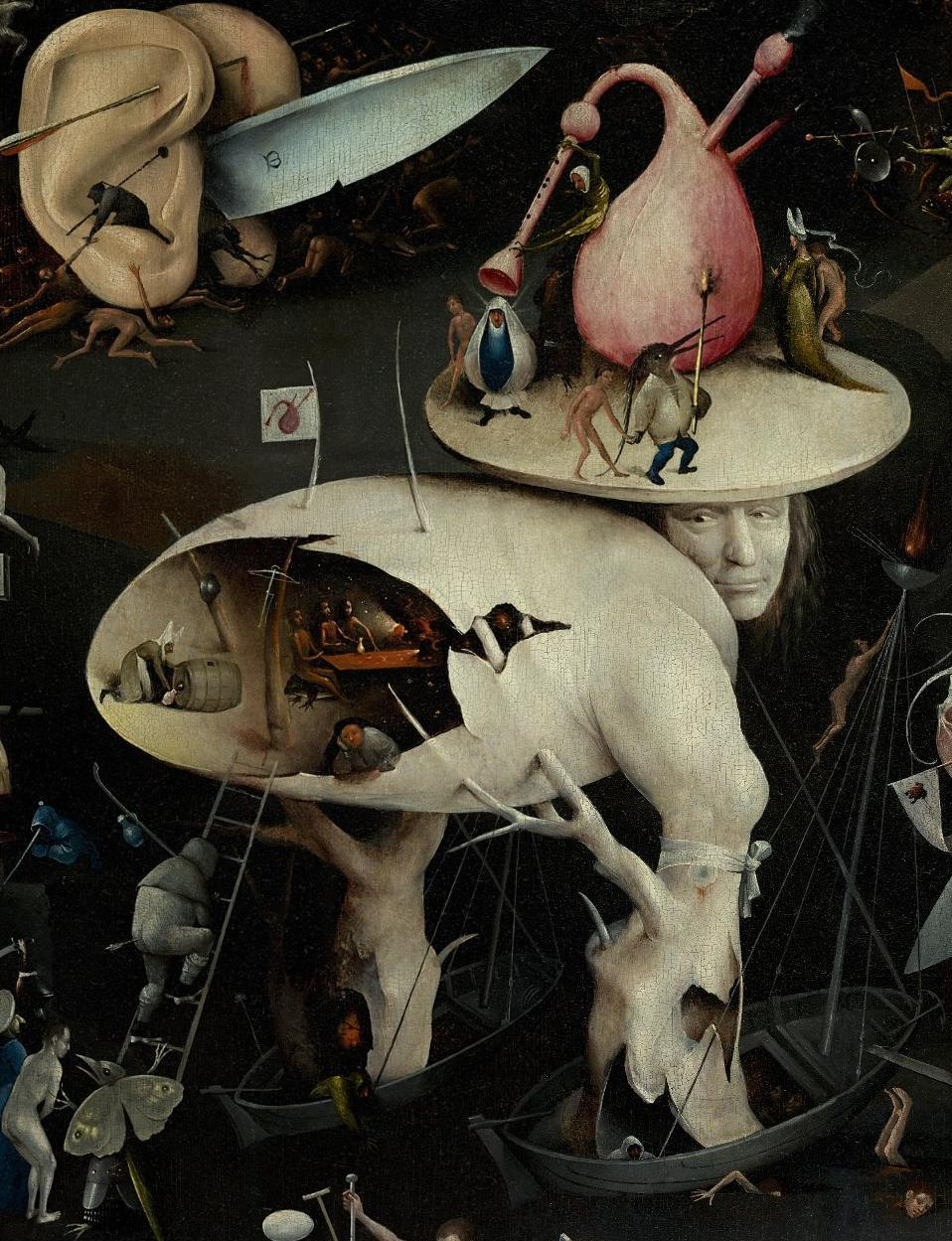
Jheronimus Bosch. Tuin der Lusten, detail rechter binnenluik. Madrid, Museo del Prado.

De dorre tak of de dorre boom stond in de late Middeleeuwen symbool voor zondigheid. Misschien omdat Brugman dit symbool op zichzelf betrekt, wordt ook de boommens van Bosch door sommige kunsthistorici gezien als een zelfportret van de schilder.

## Toeschrijving
De tekening is linksonder gesigneerd ‘BRUEGEL’. Deze signatuur is echter later aangebracht. Het werk wordt tegenwoordig aan Jheronimus Bosch toegeschreven.

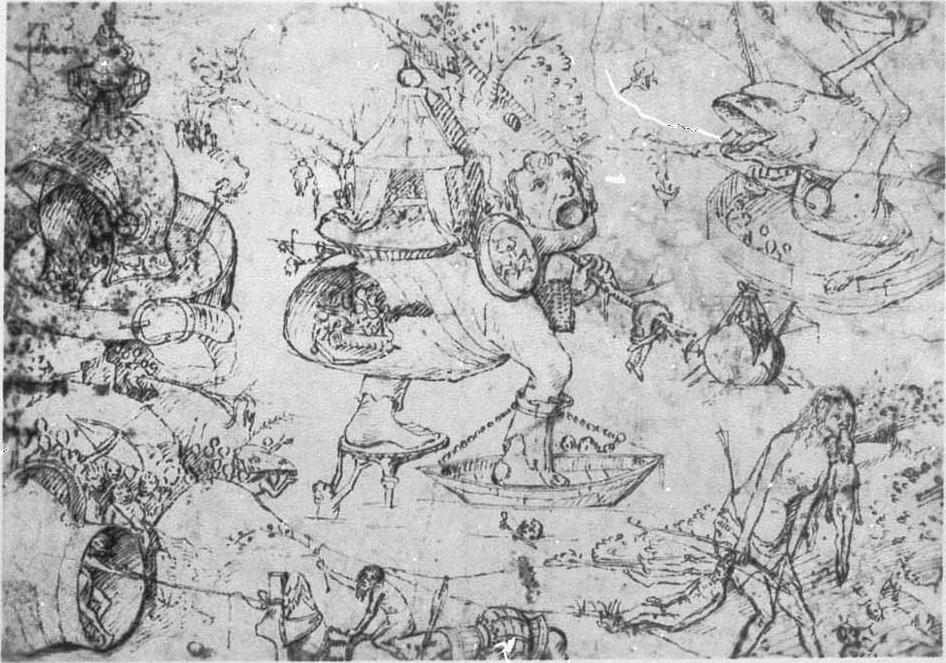
Navolger van Jheronimus Bosch. Hellescene met parafrase uit de Tuin der Lusten of Satire op het riddenschap. Pen en bruine inkt. Dresden, Kupferstichkabinett.

## Herkomst
Het werk is afkomstig uit de verzameling van Albert Casimir van Saksen-Teschen, de grondlegger van het Albertina.

## Overige versies
Van de Boommens bestaan verder nog twee getekende versies – één in het Kupferstichkabinett in Dresden en één in de collectie Oppenheimer in Londen – en een gravure. De beide tekeningen zijn gemaakt door een navolger van Bosch en zijn – naar men vermoedt – niet gebaseerd op de tekening in het Albertina, maar op het schilderij de Tuin der lusten. De gravure is wel gebaseerd op de tekening. Wel heeft de ontwerper van deze gravure op de voorgrond allerlei figuren toegevoegd, die in de richting van de boommens wijzen.